# Crinocula kinabaluensis
Crinocula kinabaluensis är en fjärilsart som beskrevs av Rothschild 1896. Crinocula kinabaluensis ingår i släktet Crinocula och familjen nattflyn. Inga underarter finns listade i Catalogue of Life.